# Dead or Alive Ultimate
Dead or Alive Ultimate (デッド オア アライブ アルティメット?, Deddo oa Araibu Arutimetto) è un videogioco della serie Dead or Alive pubblicato nel 2004, come compilation di Dead or Alive e Dead or Alive 2 in esclusiva e migliorati appositamente per la console Xbox.

## Sviluppo
Dead or Alive Ultimate è stato concepito come compilation per riporre Dead or Alive e Dead or Alive 2 al pubblico Xbox, in seguito all'uscita di Dead or Alive 3 per la medesima console. 

## Videogiochi

### Dead or Alive 1 Ultimate
Dead or Alive 1 Ultimate, abbreviato DOA1U, è una conversione della versione Sega Saturn di Dead or Alive, distribuito inizialmente nel 1997. Questo nuovo titolo appare molto fedele a quello originale, non aggiungendo miglioramenti a parte una grafica avanzata e lasciando il gameplay invariato.
Dead or Alive per Sega Saturn non rappresenta la versione migliore del primo capitolo, in quanto la versione per PlayStation del 1998 introduce diversi elementi, come due nuovi personaggi giocabili, musiche completamente nuove e una grafica ulteriormente migliorata. La scelta di includere questa la versione Saturn e non quella PlayStation viene spiegata da Tomonobu Itagaki dicendo che la prima era la sua preferita, anche se si pensa che il motivo reale era da cercarsi in una questione di diritti con la Sony.
I personaggi sono gli stessi della versione Sega Saturn di Dead or Alive.

### Dead or Alive 2 Ultimate
La versione di Dead or Alive 2, abbreviata DOA2U, è stata completamente rivista, utilizzando il motore grafico di Dead or Alive Xtreme Beach Volleyball, che ha permesso un notevole miglioramento nell'estetica dei personaggi e dei livelli. In particolare i livelli sono stati ampliati e arricchiti di dettagli, come l'aggiunta di tubi contenenti cloni di Kasumi nel livello DOATEC Germany (Bio Lab in DOA2), l'introduzione di animali nel nuovo livello Safari, l'aggiunta di fiamme e pezzi che cadono nel teatro Great Opera, oppure nel livello del boss finale Tengu, Sacred Miyama, le stagioni cambiano in base agli attacchi di quest'ultimo.
Il gameplay è stato leggermente modificato: solitamente le proiezioni erano eseguite con in tasto difesa più uno dei tasti direzionali premuti nella direzione contraria al colpo ricevuto; in DOA2U invece per contrattaccare un calcio medio bisognava usare, oltre al tasto difesa, il tasto direzionale verso il calcio ricevuto. La scelta era di rendere il sistema di proiezioni più impegnativo, e questa caratteristica è stata poi mantenuta in Dead or Alive 4 e nei seguiti.
Un nuovo filmato introduttivo è stato aggiunto, sulle note di Dream On degli Aerosmith, in cui viene narrata l'infanzia di Kasumi e Ayane e le vicende di Raidou e del clan Mugen Tenshin, ed è stato aggiunto un nuovo doppiaggio sia in giapponese che in inglese. 
I personaggi sono rimasti gli stessi di Dead or Alive 2, con l'aggiunta di Hitomi, precedentemente apparsa in Dead or Alive 3, come personaggio sbloccabile utilizzabile nelle modalità esterne alla storia. Un numero di costumi molto elevato è stato aggiunto, superando i venti per i personaggi più famosi come Kasumi e Leifang, soprattutto dopo la penuria di costumi in DOA3.
La vera e propria novità, suggerita dal titolo iniziale Dead or Alive Online, poi scartato, era la possibilità di giocare online fino ad otto giocatori. Al momento i server dell'Xbox sono stati chiusi dalla Microsoft, quindi è impossibile utilizzare questa funzione.

## Distribuzione
Oltre alla versione normale, Dead or Alive Ultimate è stato distribuito in Giappone come bundle con una Xbox azzurra trasparente (chiamata "Kasumi-chan") e un controller dello stesso colore, oltre che alcuni gadget di Kasumi. Nella versione nordamericana da collezione erano incluse due carte da gioco raffiguranti dei personaggi femminili della serie, mentre in quella normale un ulteriore CD, chiamato Dead or Alive 3 Booster Pack, che aggiungeva ulteriori costumi e un nuovo filmato introduttivo a Dead or Alive 3. Il disco includeva anche un segmento della serie Icons sulla storia della serie, con interviste ai varie figure dell'industria videoludica ma anche al produttore Itagaki.
Il 14 dicembre 2006 è stata aggiunta tramite un aggiornamento la retrocompatibilità di Dead or Alive Ultimate su Xbox 360.